# 261291 Фучеккіо
261291 Фучеккіо (261291 Fucecchio; 2005 UC159) — мала планета Сонячної системи. Відкрита 31 жовтня 2005 року в Андрушівській астрономічній обсерваторії (Україна). Обертається на відстані 2,9596815 а.о. від Сонця з періодом обертання 5,09 років.

## Характеристики
Астероїд має ексцентриситет орбіти 0,0665122, нахил орбіти — 9,15860°. Перигелій знаходиться на відстані 2,7628266 а.о. від Сонця, афелій — 3,1565364 а.о. Абсолютна зоряна величина астероїда — 16,5.